# Paris-Montparnasse
Paris-Montparnasse je železniční stanice v Paříži. Hlavová stanice se nachází přímo na hranici 14. a 15. obvodu na Place Raoul Dautry. Současná nádražní budova pochází ze 60. let 20. století. Stanice je významným dopravním uzlem, odkud vyjíždějí vlaky TGV do Bretaně, k pobřeží Atlantiku na západ a jihozápad Francie a do Španělska. Se svými 50 milióny cestujících ročně je čtvrtým největším nádražím v Paříži.

## Historie

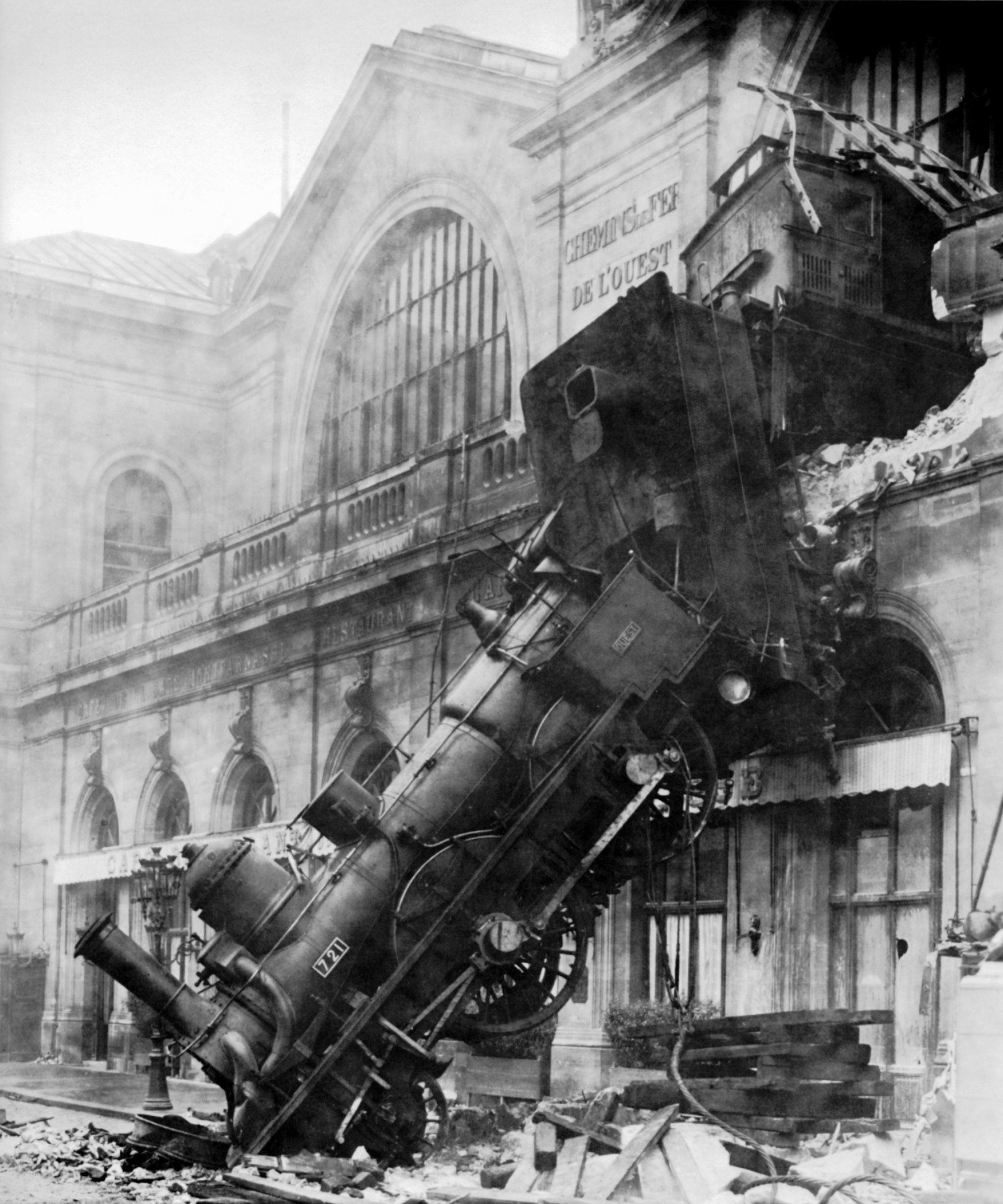
Železniční neštěstí z 22. října 1895

První nádraží Montparnasse bylo otevřeno 10. září 1840 pod názvem Gare de l'Ouest – Rive Gauche (Západní nádraží – Levý břeh) na konci ulice Rue de Rennes, zhruba 330 metrů od dnešního hlavního vchodu na místě, kde stojí Tour Montparnasse. Protože nádraží již záhy nedostačovalo narůstající dopravě, bylo v letech 1848–1852 postaveno místo něj zcela nové. Jeho autory byli architekt Victor Lenoir a inženýr Eugène Flachat. Tato budova vydržela až do 60. let 20. století. 22. října 1895 došlo k železničnímu neštěstí, při kterém lokomotiva, které selhaly brzdy, projela po viaduktu přes celou nádražní halu a propadla na ulici. Na konci 30. let 20. století byla přistavěna nádražní budova ve stylu art deco, která později sloužila pro vlaky příměstské železnice.
Na tomto nádraží podepsal 25. srpna 1944 generál von Choltitz, velitel německé posádky v hlavním městě kapitulaci, čímž skončila okupace Paříže.
Dnešní budova nádraží byla postavena v 60. letech společně s Tour Montparnasse v rámci stavební obnovy čtvrtě Montparnasse. Novou stanici vytvořili architekti Eugène Beaudouin, Urbain Cassan, Louis de Hoÿm de Marien, Raymond Lopez a Jean Saubot. Samotné nádraží je zcela obklopeno kancelářskými a obytnými budovami. V září 1969 byla na nádraží slavnostně otevřena kaple Saint-Bernard-de-Montparnasse.
V roce 1990 byla v rámci zavedení spojů TGV budova doplněna skleněnou přístavbou, která umožnila lepší využití nádraží. Na střeše, která překrývá 22 kolejí, byl vybudován veřejný park Jardin Atlantique s pomníkem upomínajícím na protinacistický francouzský odboj.

## Nástupiště
Stanice má 28 nástupišť:
- 1–9: TGV Atlantique
- 10–17: Transilien N
- 18–24: TER Centre, TER Pays de la Loire a TGV Atlantique
- 25–28: TER Basse-Normandie, TER Haute-Normandie a Intercités Normandie

## Spojení
Dálkové spoje jezdí především do západní a jihozápadní Francie na pobřeží Atlantiku a kanálu La Manche. Do zahraničí jezdí vlaky TGV do Španělska a Portugalska. Po zavedení spojů TGV byly na nádraží zrušeny všechny noční vlaky.
Z nádraží se jezdí do francouzských regionů:
- Dolní Normandie (Granville) – vlaky Intercités
- Bretaň (Rennes, Saint-Malo, Brest, Lorient, Quimper) – vlaky TGV
- Pays de la Loire (Le Mans, Laval, Nantes, Angers, La Roche-sur-Yon, Les Sables-d'Olonne, Saint-Nazaire, Le Croisic) – vlaky TER a TGV
- Centre-Val de Loire (Chartres, Tours) – vlaky TER a TGV
- Poitou-Charentes (Poitiers, Châtellerault, Saint-Maixent, Surgères, Niort, La Rochelle, Angoulême) – vlaky TGV
- Akvitánie (Bordeaux, Arcachon, Libourne, Agen, Dax, Bayonne, Biarritz, Saint-Jean-de-Luz, Ciboure, Hendaye, Pau) – vlaky TGV
- Midi-Pyrénées (Toulouse, Montauban, Lurdy, Tarbes) – vlaky TGV

Linky Transilien obsluhují departement Yvelines.
Nádraží je propojeno se stanicí pařížského metra Montparnasse-Bienvenüe, kde je možné přestoupit na linky 4, 6, 12 a 13. Zatímco nástupiště linek 6 a 13 se nacházejí blízko nádraží, přístup k linkám 4 a 12 je po přeložení nádraží možný dlouhým podzemním tunelem s pohyblivým chodníkem.
Gare Montparnasse je jediným velkým nádražím v Paříži, které není napojené na síť RER.

## Provoz na nádraží
Na nádraží je každoročně odbaveno asi 115 000 vlaků, v průměru 315 vlaků denně. Cestujících projde v průměru 175 000 denně, ale v době zahájení prázdnin se jejich počet může zvýšit až na 400 000.
Vlaky TGV odvezly v roce 2006 25,6 milionů cestujících, 25,7 milionu v roce 2007 a 26,4 milionu v roce 2008.